# Список президентов Кыргызстана
Список президентов Кыргызстана включает всех лиц, занимавших должность президента Кыргызстана (официально президе́нт Кыргы́зской Респу́блики, кирг. Кыргыз Республикасынын Президенти; иногда употребляется как президе́нт Кыргызской Респу́блики) — главы государства в Кыргызской Республике.

## Список президентов Кыргызстана
|        | Портрет | Имя (годы жизни)                           | Полномочия                            | Полномочия                                                  | Партия                             | Выборы |
| Начало | Портрет | Имя (годы жизни)                           | Окончание                             |                                                             | Партия                             | Выборы |
| ------ | ------- | ------------------------------------------ | ------------------------------------- | ----------------------------------------------------------- | ---------------------------------- | ------ |
| 1      |         | Аскар Акаевич Акаев (род. 1944)            | 27 октября 1990                       | 24 марта 2005 (де-факто) 11 апреля 2005 (де-юре) (свергнут) | независимый                        | 1991   |
| 1      | 1995    | Аскар Акаевич Акаев (род. 1944)            | 27 октября 1990                       | 24 марта 2005 (де-факто) 11 апреля 2005 (де-юре) (свергнут) | независимый                        |        |
| 1      | 2000    | Аскар Акаевич Акаев (род. 1944)            | 27 октября 1990                       | 24 марта 2005 (де-факто) 11 апреля 2005 (де-юре) (свергнут) | независимый                        |        |
| и. о.  |         | Ишенбай Дюшенбиевич Кадырбеков (род. 1949) | 24 марта 2005                         | 25 марта 2005                                               | независимый                        |        |
| 2      |         | Курманбек Салиевич Бакиев (род. 1949)      | 10 июля 2005 (и. о. с 11 апреля 2005) | 7 апреля 2010 (де-факто) 16 апреля 2010 (де-юре) (свергнут) | НДК (2005—2007) Ак жол (2007—2010) | 2005   |
| 2      | 2009    | Курманбек Салиевич Бакиев (род. 1949)      | 10 июля 2005 (и. о. с 11 апреля 2005) | 7 апреля 2010 (де-факто) 16 апреля 2010 (де-юре) (свергнут) | НДК (2005—2007) Ак жол (2007—2010) |        |
| 3      |         | Роза Исаковна Отунбаева (род. 1950)        | 3 июля 2010                           | 1 декабря 2011                                              | СДПК                               |        |
| 4      |         | Алмазбек Шаршенович Атамбаев (род. 1956)   | 1 декабря 2011                        | 24 ноября 2017                                              | СДПК                               | 2011   |
| 5      |         | Сооронбай Шарипович Жээнбеков (род. 1958)  | 24 ноября 2017                        | 15 октября 2020                                             | СДПК                               | 2017   |
| и. о.  |         | Садыр Нургожоевич Жапаров (род. 1968)      | 15 октября 2020                       | 14 ноября 2020                                              | Мекенчил                           |        |
| и. о.  |         | Талант Турдумаматович Мамытов (род. 1976)  | 14 ноября 2020                        | 28 января 2021                                              | Республика-Ата Журт                |        |
| 6      |         | Садыр Нургожоевич Жапаров (род. 1968)      | 28 января 2021                        | действующий                                                 | Мекенчил                           | 2021   |